# Menesia bicoloricornis
Menesia bicoloricornis är en skalbaggsart som beskrevs av Stefan von Breuning 1963. Menesia bicoloricornis ingår i släktet Menesia och familjen långhorningar. Inga underarter finns listade i Catalogue of Life.